# David Falkenstein
David Falkenstein (* 25. September 1997) ist ein deutscher Basketballspieler.

## Laufbahn
Falkenstein spielte als Jugendlicher zunächst beim BSV Roleber in Bonn, ehe er 2010 in die Nachwuchsabteilung der Telekom Baskets Bonn wechselte. 2016 wurde er ins Regionalliga-Aufgebot der zweiten Bonner Herrenmannschaft aufgenommen und rückte während der Saison 2017/18 darüber hinaus in den erweiterten Bundesliga-Kader auf. Im April 2018 gab er gegen Göttingen seinen Einstand in der Basketball-Bundesliga. Dank der Ausstattung mit einer Doppellizenz sammelte er ab Frühjahr 2016 zusätzliche Spielerfahrung im Hemd der Dragons Rhöndorf, dem Bonner Kooperationspartner. Ab dem Spieljahr 2018/19 wurde er fester Bestandteil des Rhöndorfer Aufgebots in der 2. Bundesliga ProB. Im Sommer 2020 wechselte er zusammen mit seinem Bruder Jonas Falkenstein in die zweite Mannschaft der Telekom Baskets Bonn (1. Regionalliga) zurück.